# 洞頭区
洞頭区（どうとう-く）は中華人民共和国浙江省温州市に位置する市轄区。東シナ海に浮かぶ島嶼からなり、「百島之県」とも称される。

## 地理
洞頭区は、浙江省を流れる川甌江の河口の外東部に位置し、楽清市の湾外より南部の近海で陸地面積100.3平方キロ、海域面積792平方キロを占める。103個の島嶼（うち有人島14島）と259個の岩礁が洞頭列島を形成している。
- 洞頭島：洞頭列島の中心島。リゾート地区になっている。
- 洞頭洋：洞頭列島の東部で「洞頭漁場」と呼ばれる。北麂列島・南麂列島と並び浙江省二大漁場を成す。漁場面積約4810平方キロ。

## 行政区画
洞頭区は6街道、1鎮、1郷を管轄し、また下記の14個の有人島がある。
- 街道：北嶴街道、霊崑街道、崑鵬街道、東屏街道、元覚街道、霓嶼街道
- 鎮：大門鎮
- 郷：鹿西郷
- 有人島：洞頭島、大門島、小門島、鹿西島、青山島、状元嶴島、花崗島、霓嶼島、大三盤島、勝利嶴島、南策島、大瞿島、半屏島、嶼仔

## 国防
浙江省南部沿岸は天然の国防拠点であり、古くから必争の地とされてきた。洞頭列島は1952年に中国国民党率いる国民政府が撤退してから、軍民共同での国防活動を行っている。その活動は映画（「海霞」）としても取り上げられた。